# 三指手勢 (民主派)
三指礼，又稱三指手勢，是一種将左手的三根中指按在嘴唇上，然后举到空中敬礼的一种动作。虽然三指禮这个动作起源于苏珊·柯林斯的反乌托邦图书和电影系列《饥饿游戏》，但自2013年以来，它已成为美国、欧洲和亚洲部分地区民主运动的代名词。當地示威者用三指禮表達對當局的抗議。